# Grado de libertad (física)
El número de grados de libertad de un sistema físico es el  número mínimo de coordenadas independientes (escalares) necesarias para determinar simultáneamente la posición de cada partícula en un sistema dinámico. El concepto aparece en mecánica clásica, termodinámica, mecánica relativista y mecánica cuántica.
Una partícula puntual en el espacio tiene tres grados de libertad, es decir, se necesitan tres coordenadas para definir su posición. El espacio de fases asociado a ese movimiento se constituye con tres ejes referentes a su posición (x,y,z) y otros tres asociados a sus respectivos momentos lineales {\displaystyle (p_{x},p_{y},p_{z})}. En el plano, una partícula material posee 2 grados de libertad y 4 ejes en el espacio de fases[cita requerida]. En el marco de la física clásica, en un sistema con un número finito de grados de libertad, se requiere una ecuación diferencial para calcular la evolución temporal del estado dinámico de dicho sistema.
El número de grados de libertad de un sistema cuando existen ligaduras entre las partículas, será el número de grados de libertad del sistema sin ligaduras, menos el número de ligaduras que relacionan las variables. Obsérvese que esta definición no coincide ni con la definición de grados de libertad que se usa en ingeniería de máquinas, ni con la que se usa en ingeniería estructural.

## Grados de libertad en mecánica clásica
En mecánica hamiltoniana el número de grados de libertad de un sistema coincide con la dimensión topológica del espacio de fases del sistema. En mecánica lagrangiana el número de grados de libertad coincide la dimensión del fibrado tangente del espacio de configuración del sistema.
Un conjunto de N partículas intereactuantes pero moviéndose sin restricciones en el espacio tridimensional tiene 3N grados de libertad. Si el conjunto de partículas se mueve sobre un estado d-dimensional el número de grados de libertad es 2d·N.
Si existen {\displaystyle k} ligaduras entre las partículas el número de grados de libertad será:
{\displaystyle GL=3N-k\leq 3N}

### Ejemplos
- Partícula libre, una partícula puntual que se mueve libre sin restricciones tiene 3 grados de libertad, 1 por cada dimensión en la que se puede mover.

- Partícula obligada a moverse sobre una superficie, la superficie supone una ligadura para las posiciones, ya que debe cumplirse

{\displaystyle F(x,y,z)=0\,}
y otra para las velocidades, ya que la velocidad debe ser en todo momento tangente a la superficie, por lo que
{\displaystyle 0=\mathbf {v} \cdot \mathbf {n} =\mathbf {v} \cdot \nabla F=v_{x}{\frac {\partial F}{\partial x}}+v_{y}{\frac {\partial F}{\partial y}}+v_{z}{\frac {\partial F}{\partial z}}}
por tanto, el número de grados de libertad es
{\displaystyle GL=6-2=4\,}
valor que coincide con lo que se espera para un movimiento en una variedad bidimensional.

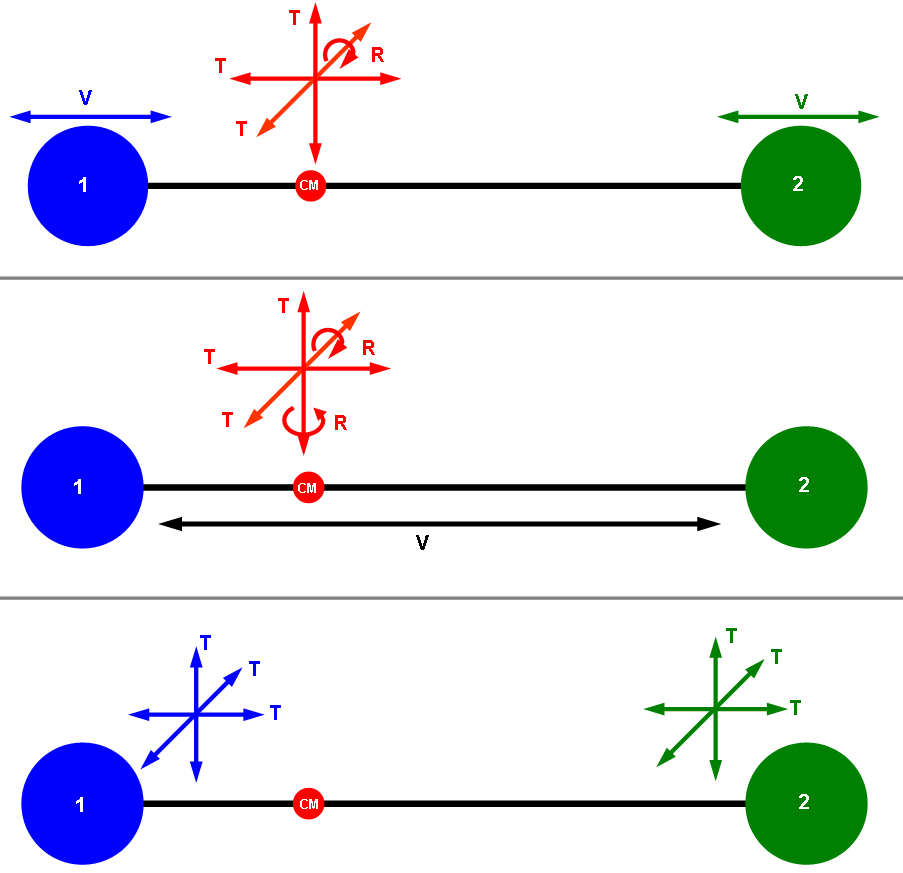
Ejemplo: Diferentes formas de visualizar los 3 grados de libertad de una molécula diatómica en forma de pesa. (CM: centro de masas del sistema, T: movimiento traslacional, R: movimiento rotacional, V: movimiento vibracional.)

- Dos partículas en los extremos de una varilla

Por tener dos partículas tenemos 12 grados de libertad, pero la condición de que la distancia entre las partículas sea fijada supone una ligadura para sus posiciones y otra para sus velocidades, lo que nos da
{\displaystyle GL=12-2=10\,}
Estos grados de libertad se pueden representar por variables diferentes (las tres coordenadas del centro de la varilla y los dos ángulos que dan la orientación de ésta, con sus correspondientes velocidades).
- Un sólido rígido. En mecánica se reconocen dos tipos de sólido rígido: los que están compuestos de una distribución de masa continua y los formados por {\displaystyle n} masas puntuales unidas por enlaces rígidos. No es difícil calcular el número de grados de libertad de un sólido rígido de masa continua; el número de grados de libertad es 6, 3 coordenadas necesarias para localizar el centro de masa del sistema y 3 más para describir su orientación.

Para un sólido constituido por {\displaystyle n} partículas se debe considerar que en principio cada una posee 3 grados de libertad. Se deben considerar también 
{\displaystyle {\frac {n\left(n-1\right)}{2}}}
ecuaciones de constricción debidas a que la distancia entre las partículas es fija. Si nosotros elegimos ahora tres partículas para generar un plano, la línea que une sus centros de masa es un posible eje de rotación para el sistema. Con lo que debemos sumar el número de pares que se pueden hacer de un conjunto de {\displaystyle n-3} partículas
{\displaystyle C_{n-3}^{2}={\frac {(n-3)(n-4)}{2}}}.
Con lo que el número de grados de libertad para este sólido es:
{\displaystyle 3n-{\frac {n(n-1)}{2}}+{\frac {(n-3)(n-4)}{2}}=6}.
En general, no todas las ligaduras pueden representarse mediante una reducción en el número de variables (aunque sí en el número de variables independientes). Cuando tenemos un sistema en el cual las ligaduras no son integrables, se dice que el sistema es no holónomo.
- Solidos deformables, fluidos, campos y fenómenos de transporte, en sistemas continuos en que se requiere especificar ciertas magnitudes para cada punto del espacio ocupado por una distribución de masa, no pueden ser tratados adecuadamente con un número finito y pequeño de grados de libertad. La descripción general de dichos sistemas requiere un "número infinito" de grados de libertad, por lo su evolución temporal deben estudiarse mediante ecuaciones diferenciales en derivadas parciales, en lugar de ecuaciones diferenciales ordinarias.

Es importante señalar que la convención para contabilizar los grados de libertad en ingeniería mecánica es diferente, siendo justamente la mitad que en los casos (1) y (2).

## Grados de libertad en mecánica estadística

### Teorema de equipartición de la energía
En el límite clásico de la mecánica estadística la energía de un sistema en equilibrio térmico con n grados de libertad cuadráticos e independientes es:
| Símbolo               | Nombre                                   |
| --------------------- | ---------------------------------------- |
| {\displaystyle k_{B}} | Constante de Bolzmann                    |
| {\displaystyle T}     | Temperatura                              |
| {\displaystyle n}     | Número de grados de libertad del sistema |